# Джералдин Басан
Росалба Джералдин Басан Ортис (на испански: Rosalba Géraldine Bazán Ortíz) е мексиканска актриса, модел и певица родена на 30 януари 1983 г. В свободното си време Джералдин обича да подкрепя благотворителни фондации като тези на Телевиса и ТВ Ацтека, Movimiento Azteca, Telethon в Мексико, Панама и Гватемала. Тя подкрепя в САЩ социални и благотворителни организации и фондации в областта на бездомните, дискриминацията, рак, СПИН, и други.

## Биография
Джералдин е родена в Мексико Сити в семейството на предприемач с майка Росалба Ортис Кабрера и баща Мануел Антонио Басан, които живеят в Южна Калифорния. Има и брат Анхел Клод, който също е актьор. Тя говори перфектно испански и английски език. В Мексико учи музика в Националния институт за изкуство и култура. Също така участва във филми, театрални постановки, в радиото и телевизия в продължение на 19 години като последните три в Съединените щати.

## Кариера
Още на 22 години тя има опит в областта на забавленията от детството си, вокални и хореографски групи, моделиране, радио, теленовели, театрални постановки, филмови и телевизионни участия в Мексико. През 2001 г. играе в „In the Time of the Butterflies“ в ролята на Патрия Мирабал, който е първият и филм на английски език, а в него си партнира заедно с Салма Хайек и Едуард Джеймс Олмос.
Към края на 2004 г. тя пътува до Маями, за да се снима в теленовелата Мечтите са безплатни (Soñar no cuesta nada) на компанията Веневисион-Унивисион. През 2005 г. тя участва в осем филма в Мексико и девет пиеси, включително и в Любовта е безценна (El amor no tiene precio). Актрисата участва в Земя на страстта (Tierra de pasiones) през 2006 г. продуцирана от Телемундо. Също така играе ролята на злодей в тийн теленовела от 2007 Под юздите на любовта (Bajo las riendas del amor) на „Телевиса Маями“. Всичките три теленовели са излъчвани в САЩ, Мексико, Латинска Америка и Европа.
В Под юздите на любовта (Bajo las riendas del amor) Джералдин играе ролята на Вероника Ороско. През 2010 г. се снима две теленовели Пожертвани сърца (Sacrificio de mujer) и Някой те наблюдава на Телемундо. През 2008 г. актрисата се появява в теленовелата Виктория (Victoria), заснета в Богота, Колумбия, където си партнира с Виктория Руфо, Артуро Пениче и Маурисио Очман. „Виктория“ е римейк на колумбийската теленовела „Mirada де Mujer“ за една жена, която се влюбва в елегантен млад мъж, когато нейният брак започва да се разпада.

## Филмография

### Филми
- 2007: Granpa
- 2005: Quetzalcóatl y el maíz
- 2005: Hacienda del Terror
- 2004: Secuestro aqui nadie se raja
- 2004: Punto y Aparte
- 2003: Rabia, Niños de Alcantarilla
- 2002: Espejo retrovisor
- 2001: In the Time of the Butterflies
- 2000: Pelea de Perros
- 1994: Novia que te vea

### Теленовели
- 2024: Дъщерите на госпожа Гарсия (Las hijas de la señora García) – Паула
- 2022: Корона от сълзи 2 (Corona de lágrimas 2) – Олга Ансира Сервантес
- 2018: Да обичам без закон (Por amar sin ley) – Елена Фернандес
- 2014: Господарите на Рая (Los duenos del paraiso) – Вероника Ромеро
- 2012: Жената на Юда (La mujer de Judas) – Ема Балмори
- 2010: Пожертвани сърца (Sacrificio de mujer) – Виктория Ломбардо, Вики
- 2010: Някой те наблюдава (Alguien te mira) – Татяна Ууд
- 2007: Под юздите на любовта (Bajo las riendas del amor) – Вероника
- 2007: Виктория (Victoria) – Паула Мендоса
- 2006: Земя на страстта (Tierra de pasiones) – Белинда Сан Роман
- 2006: Съдбовни решения (Decisiones)
- 2005: Любовта няма цена (El amor no tiene precio) – Елисабет Монте/Вайе
- 2005: Мечтите са безплатни (Soñar no cuesta nada) – Лилиана Рейес Ретана
- 2004: Какво премълчават жените (Lo que callamos las mujeres)
- 2001: Като на кино (Como en el cine) – Рехина
- 2000: Жените, невинни или виновни (Ellas, inocentes o culpables) – Лилиана
- 1999: Mi pequeña traviesa
- 1999: Каталина и Себастиан (Catalina y Sebastian) – Луиса Негрети
- 1998: Камила (Camila) – Хулиета
- 1997: Моя малка палавница (Mi pequeña traviesa)
- 1996: El Espacio de Tatiana
- 1995: Cerezo Rojo
- 1995: Мария от квартала (María la del barrio) – Тереса
- 1994: Novia que te vea
- 1993: Диво сърце (Corazón salvaje) – Ейми (дете)
- 1993: Търсене на Рая (Buscando el paraíso) – Алма (дете)
- 1992: Que opinan los Niños

### Театрални пиеси
- 2004: Real World
- 2003: Black Comedy
- 2002: In the Edge
- 2001: The Apple of Discordance
- 2001: Cinderella
- 2000: Pastorela Loca
- 1999: Pop Corn
- 1998: Pastoneza
- 1995: Little Orphan Annie
- 1994: Gitti¨secret

## Награди
Тя печели куп награди в Мексико Сити за актьорско майсторство в киното, театъра и телевизия в периода между 1996 – 2004 г. включително „Браво“, „Арлекин“, „Gaviota“, „Quetzal“, „ACPT“, „APT“, и други

## Организации и проекти
Член е на първия парламент на имигрантите, „the Mex-I-can“ фондация която подпомага мексиканците във Флорида. Тя работи и с „La Raza National Convention (NCLR)“. Жералдин е един от основателите на „Жените за кино и телевизия в Мексико“, която насърчава работата на мексикански и чуждестранни артисти. Също така си сътрудничи с благотворителни организации, както в Мексико така и в Съединените щати за насърчаване на филмовата индустрия.
Тя помага за доставки на играчки и бонбони на една фондация, които дават 10 000 подаръци за 6800 деца в болниците. Базан е спонсор на премиерата на пиесата „La LLave de Navidad“ в Мексико сити, където играе нейният брат, който е също актьор – Анхел Клод Басан.

## Личен живот
Актрисата поддържа връзка с актьора Габриел Сото от 2007 г. От него има две дъщери – Елиса Мари родена на 17 февруари 2009 г. и Алекса Миранда родена на 19 февруари 2014 г. През 2014 г. двамата се сгодяват.